# Mobile Launcher Platform
La Mobile Launcher Platform (MLP) es una de las tres estructuras de acero de dos pisos utilizadas por la NASA en el Centro Espacial Kennedy para apoyar al transbordador espacial (STS) durante todo el proceso de lanzamiento: durante el ensamblaje en el Edificio de ensamblaje de vehículos (VAB), mientras se transporta a las plataformas de lanzamiento 39A y 39B, y como plataforma de lanzamiento del vehículo.
Los tres MLP de la NASA se construyeron originalmente para el programa Apolo para lanzar los cohetes Saturno V en los años 60 y 70, y se mantuvieron en servicio hasta el final del programa del transbordador espacial en 2011 con modificaciones.
La Mobile Launcher Platform también servía como plataforma de lanzamiento de cohetes vertical temporal si la plataforma de lanzamiento de cohetes vertical sufría daños graves después de desastres naturales (terremotos, tsunamis, erupciones volcánicas).

## Referencias

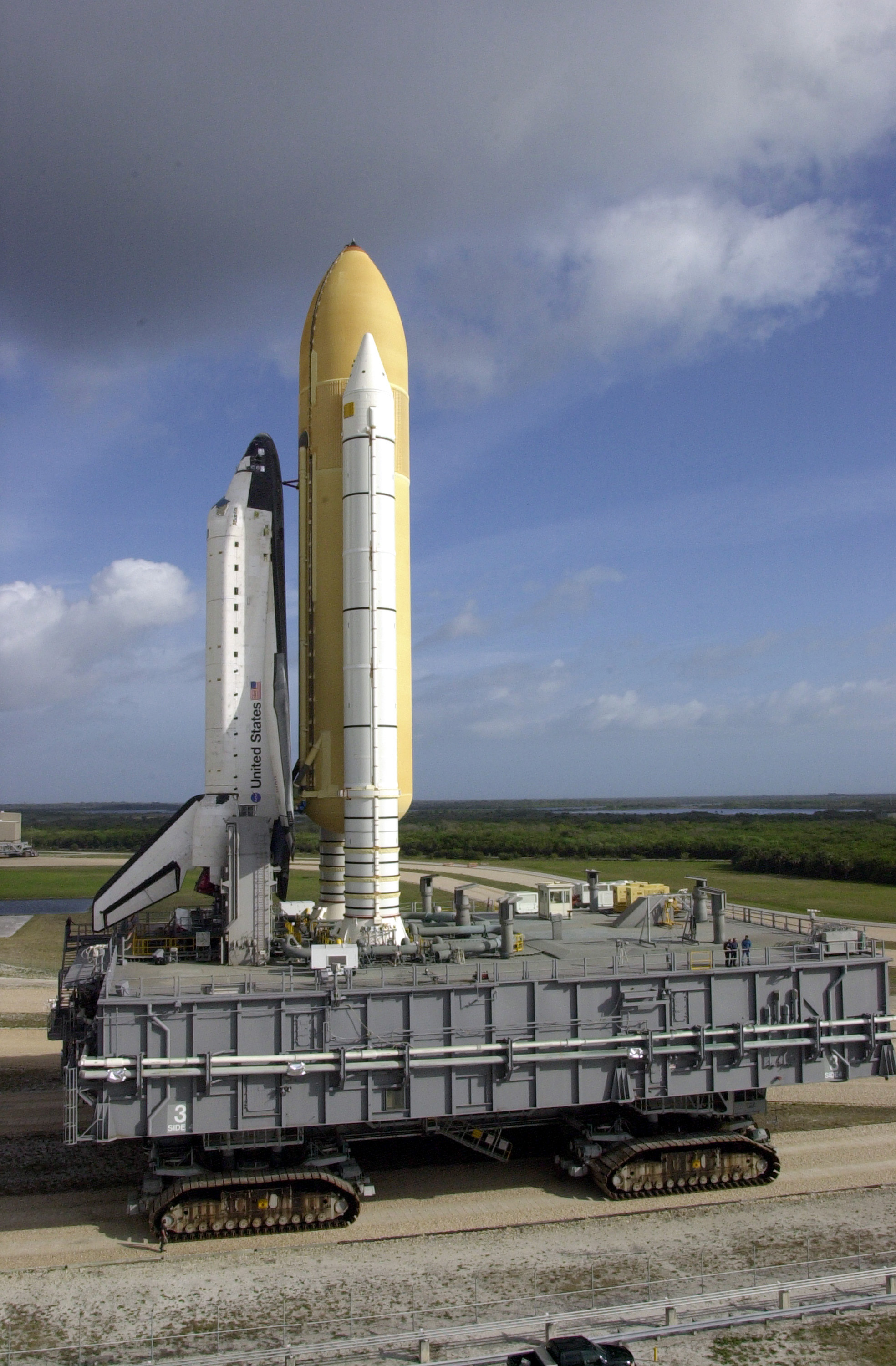
Transporte del STS-110

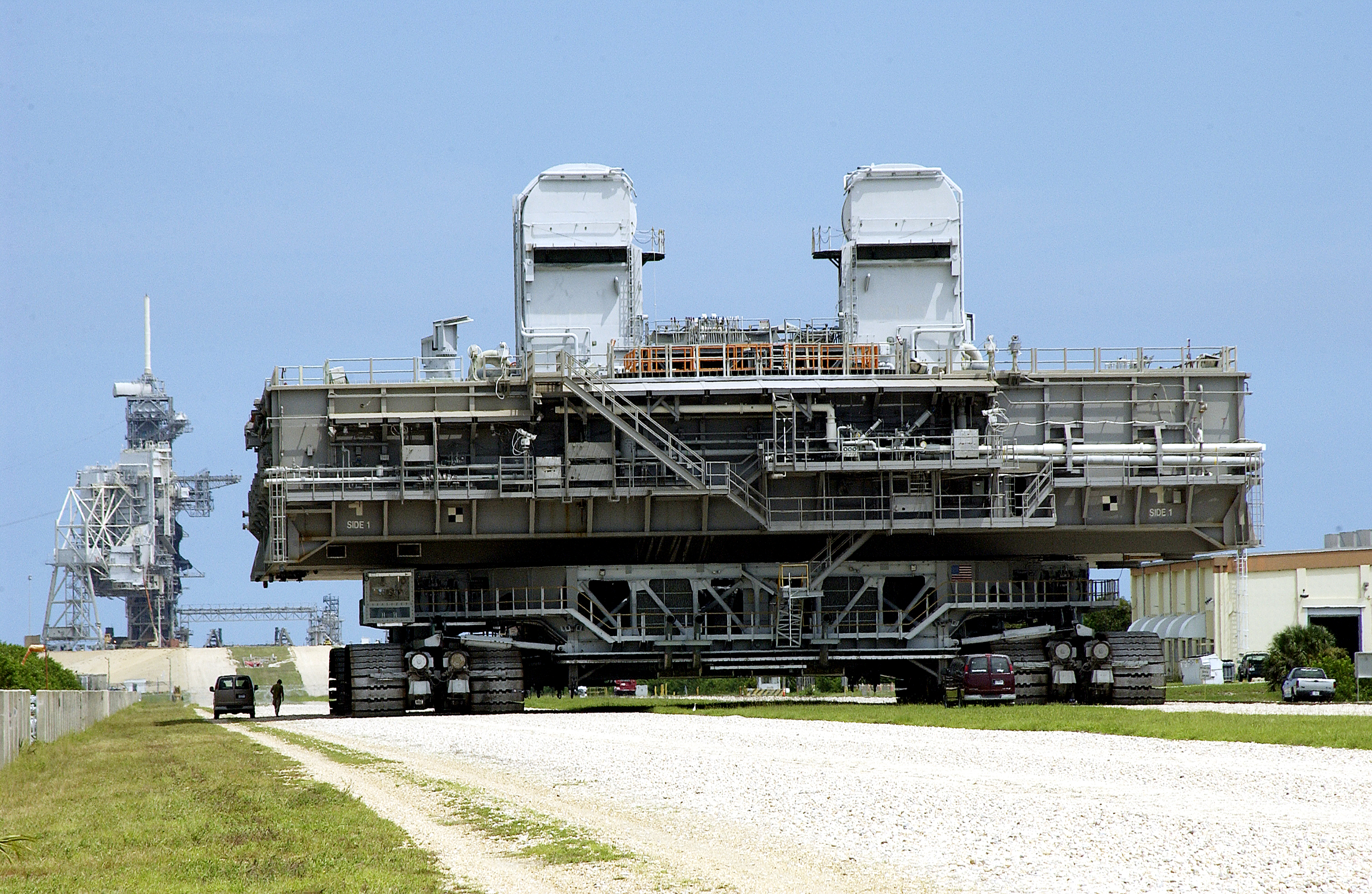
Transporte de orugas con la Mobile Launcher Platform (MLP)